# Robert Gates

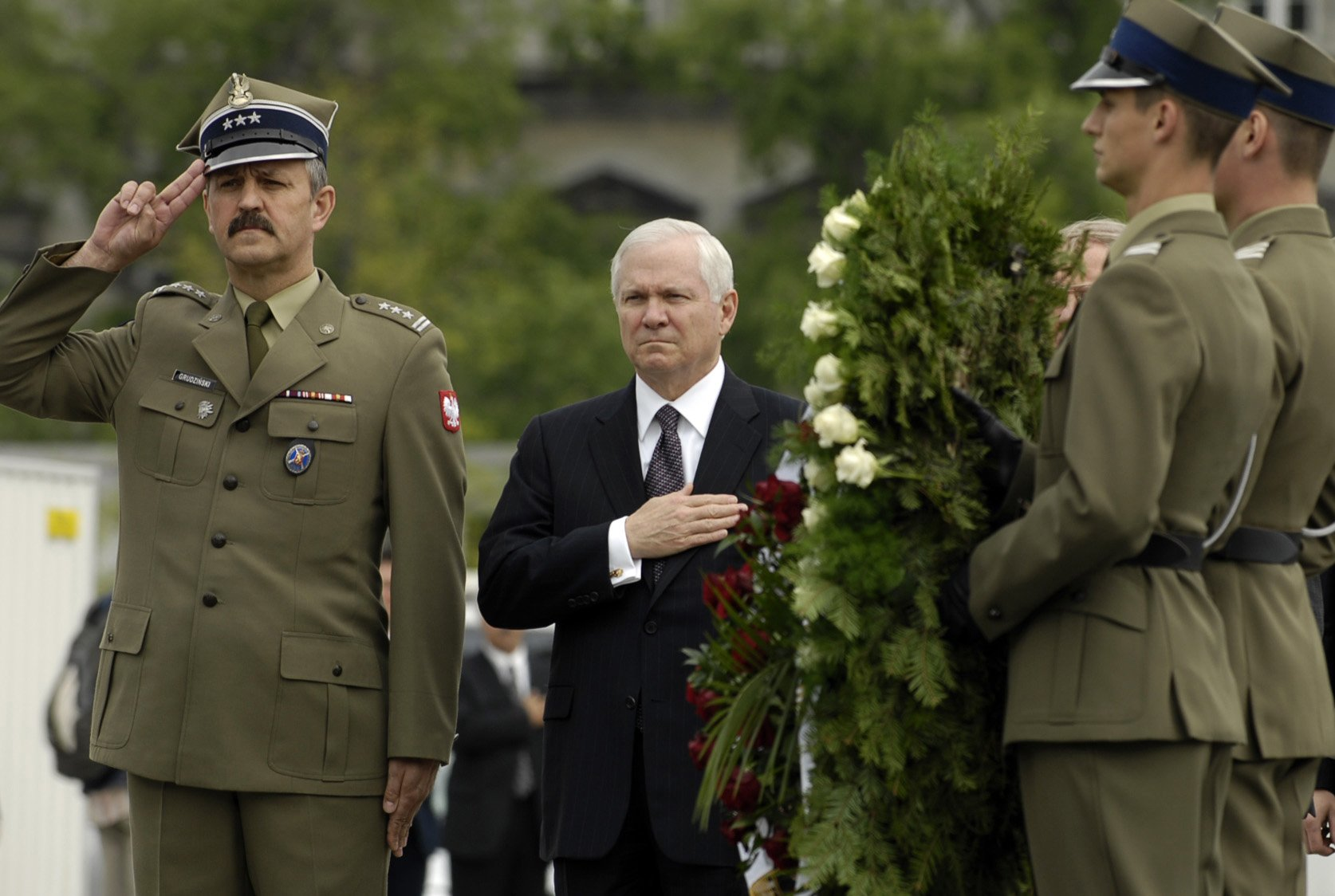
Robert Gates przy Grobie Nieznanego Żołnierza w Warszawie

Robert Michael Gates (ur. 25 września 1943 w Wichita) – amerykański polityk, sekretarz obrony Stanów Zjednoczonych od 18 grudnia 2006 do 20 stycznia 2009 w gabinecie George’a W. Busha, a od 20 stycznia 2009 do 1 lipca 2011 w gabinecie Baracka Obamy, były zastępca dyrektora Centrali Wywiadu Williama Caseya (Deputy Director of Central Intelligence – DDCI), od 6 listopada 1991 do 20 stycznia 1993 dyrektor Centrali Wywiadu – DCI.

## Chronologia
- 2002-2006 – XXII prezydent Texas A&M University[2]
- 8 listopada 2006 – nominowany przez prezydenta USA George W. Busha na stanowisko sekretarza obrony kierującego Departamentem Obrony Stanów Zjednoczonych (w miejsce zdymisjonowanego Donalda Rumsfelda).
- 18 grudnia 2006 – uroczyście zaprzysiężony w Waszyngtonie jako nowy sekretarz obrony Stanów Zjednoczonych w gabinecie Georga W.Busha
- 1 grudnia 2008 – desygnowany na stanowisko sekretarza obrony w gabinecie Baracka Obamy
- 20 stycznia 2009 – zaprzysiężony na urząd sekretarza obrony w gabinecie Baracka Obamy
- 1 lipca 2011 – rezygnacja z urzędu sekretarza obrony w gabinecie Baracka Obamy

## Odznaczenia
- Prezydencki Medal Wolności[1]
- Prezydencki Medal Obywatelski[1]
- National Security Medal[1]
- National Intelligence Distinguished Service Medal – dwukrotnie[1]
- Distinguished Intelligence Medal[1]
- Order Bahrajnu I klasy (Bahrajn, 2008)[3]